# 대니 케임코너
대니 카메코나(Danny Kamekona, 1935년 11월 5일 ~ 1996년 5월 12일)는 미국의 배우이다.
하와이군 힐로에서 태어났으며 로스앤젤레스에서 사망하였다.

## 출연 작품
- 와일드 팜 (1993년)
- 로봇 워즈 (1993년)
- 허니문 인 베가스 (1992년)
- 로봇 족스 (1991년)
- 어둠의 전사 (1991, Night of the Warrior)
- 폭풍의 나날 (1990년)
- 히로시마 원폭 투하 (1990년)
- 전쟁과 추억 (1988년)
- 머나먼 정글 (1987년)
- 베스트 키드 2 (1986년)
- 파라다이스 커넥션 (1979년)

### 텔레비전
- 하와이 파이브-O (1968-80)
- 샌포드 앤 선 (1976)
- 명탐정 바나비 존즈 (1979)
- 매그넘 P.I. (1981-84)